# Aïn Arnat
Pronunciação
Aïn Arnat (em árabe: عين أرنات) é uma comuna localizada na província de Sétif, Argélia. Sua população estimada em 2008 era de 43 551 habitantes.